# 간단 사원
간단 사원(몽골어: Гандантэгчинлэн хийд)은 몽골의 수도인 울란바토르에 위치하고 있는 사원이다. 정식 이름은 간단테그치늘렌 사원이며, 한자로는 감단사(甘丹寺)로, 완벽한 기쁨의 위대한 장소라는 의미를 가진다.

간단테그치늘렌 사원은 19세기 중엽에 건축되었고 현재 몽골에서 가장 큰 사원이며 과거 공산정권하에서 유일하게 종교활동을 보장 받았던 매력적인 사원이다. 중앙아시아에서 가장 큰 불상과 여러 개의 자은 절, 승려들의 기숙사, 부설 불교대학이 있다. 이 사원 건축은 처음 1838년에  제4대 보그드 게겐에 의하여 시작되었으며, 제5대 출템 지그미드 담비잔찬에 의해서 완성되었다. 대부분의 몽골 사원과 마찬가지로 간단사도 1937년에 큰 피해를 입었다. 그러나 운이 좋게도 이 사원은 몽골 정부의 결정-외국인에게 몽골에도 종교 자유가 있다는 것을 보이기 위한 상징물-으로 국가의 보호를 받았다. 현재는 약 150명의 승려가 다. 간단테그치늘렌 사원의 명물의 하나는 횐색의 미그지드 장라이삭 절에 미그지드 장라이삭(산스크리트어: Avalokite?vara) "관세음보살" 불상이다. 이 불상은 20톤 규모의 대불로서 사원에서 가장 매력적인 볼거리이다. 

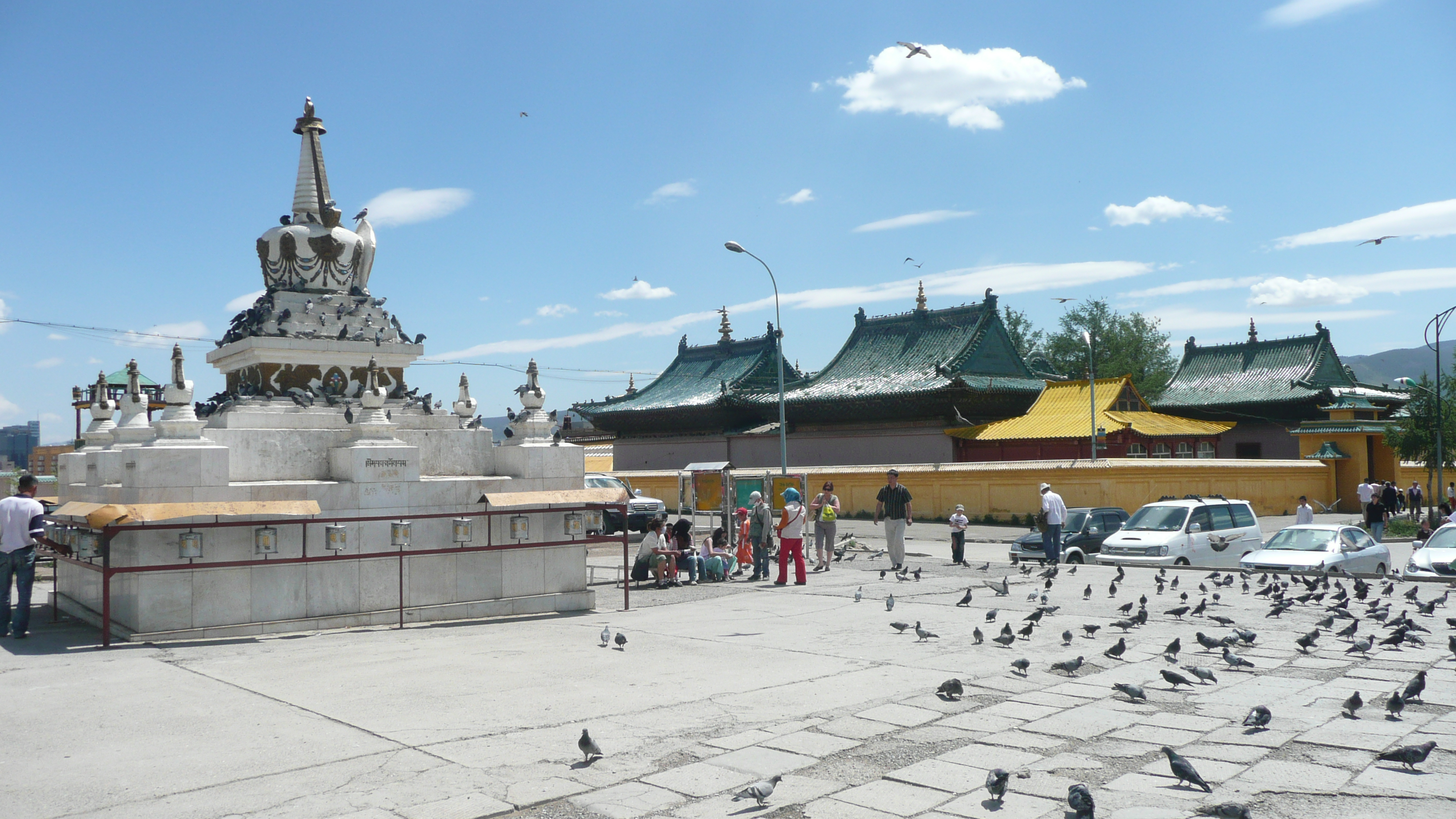
간단 사원의 건물과 초르텐

## 연혁

### 2006년
- 8월 21일 간단 사원의 초청으로 제14대 달라이 라마인 텐진 갸초가 방문하여 대중 강연을 벌였다. 한편 중국 정부는 이에 대한 보복으로 중국과 몽골 사이를 운행하는 항공 노선을 폐쇄했다.[1]

## 같이 보기
- 간덴 사원